# Livius Boelens
Livius Boelens, ook wel Lieuwe Boelens (Buitenpost, 10 mei 1630 - aldaar, 10 februari 1653) was een Nederlands bestuurder.

## Biografie
Boelens was een zoon van Pieter Boelens (1609-1639), grietman van Achtkarspelen, en Eelckien van Haersma (1610-1643). Livius was een telg uit de familie Van Boelens. Dit geslacht uit Olterterp had een tak in Achtkarspelen die grote belangen had in de vervening. Reeds in de periode 1526-1549 komt ene Sythie Boelis voor als grietman van deze grietenij. Pieter was vrij zeker een nakomeling van deze Sythie. In Buitenpost stichtte de familie Boelens de Boelensstate welke later ook bekend stond als de Haersmastate. Ook de plaats Boelenslaan dankt zijn naam aan deze familie.
In 1648 volgde Livius zijn grootvader, Tjerk Boelens, op als grietman van Achtkarspelen nadat zijn grootvader hierover overleg had gevoerd met Willem Frederik van Nassau-Dietz. Vervolgens komt Livius in het jaar daarop voor als lid van de Staten van Friesland. Daarnaast was hij gecommitteerde in de Kamer van Financiën in Den Haag en monstercommissaris van Friesland. Ook kwam hij tussen 1649 en 1652 voor als volmacht ten landsdage namens Achtkarspelen. Na zijn overlijden in 1653 werd hij als grietman van Achtkarspelen opgevolgd door Livius van Scheltinga. Het rouwbord voor Livius bevindt zich in de collectie van het Fries Museum. Hij werd begraven in de Mariakerk te Buitenpost.

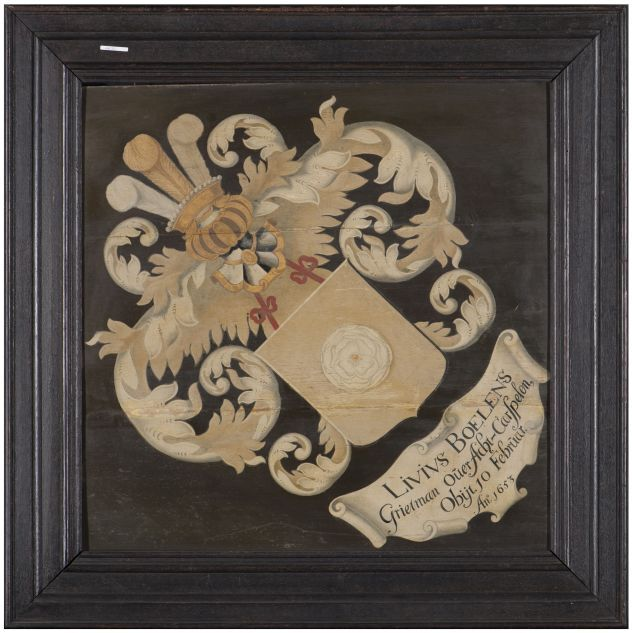
Rouwbord voor Livius Boelens, tegenwoordig in de collectie van het Fries Museum.
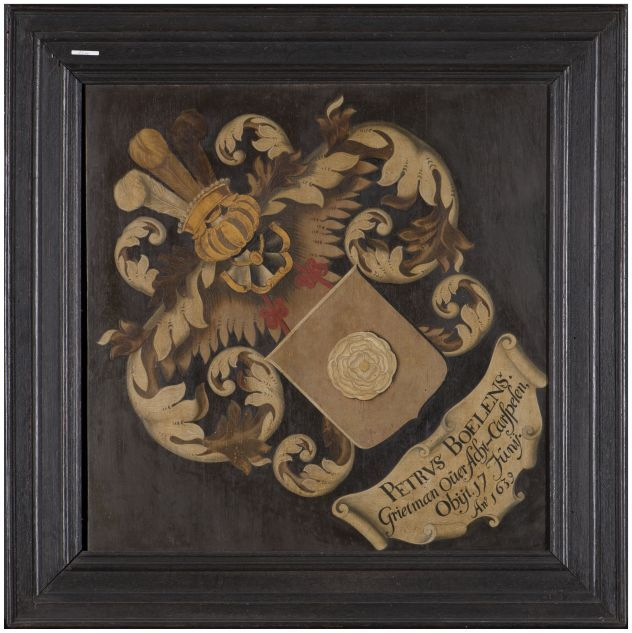
Rouwbord voor Livius' vader, Pieter Boelens, tegenwoordig in de collectie van het Fries Museum.
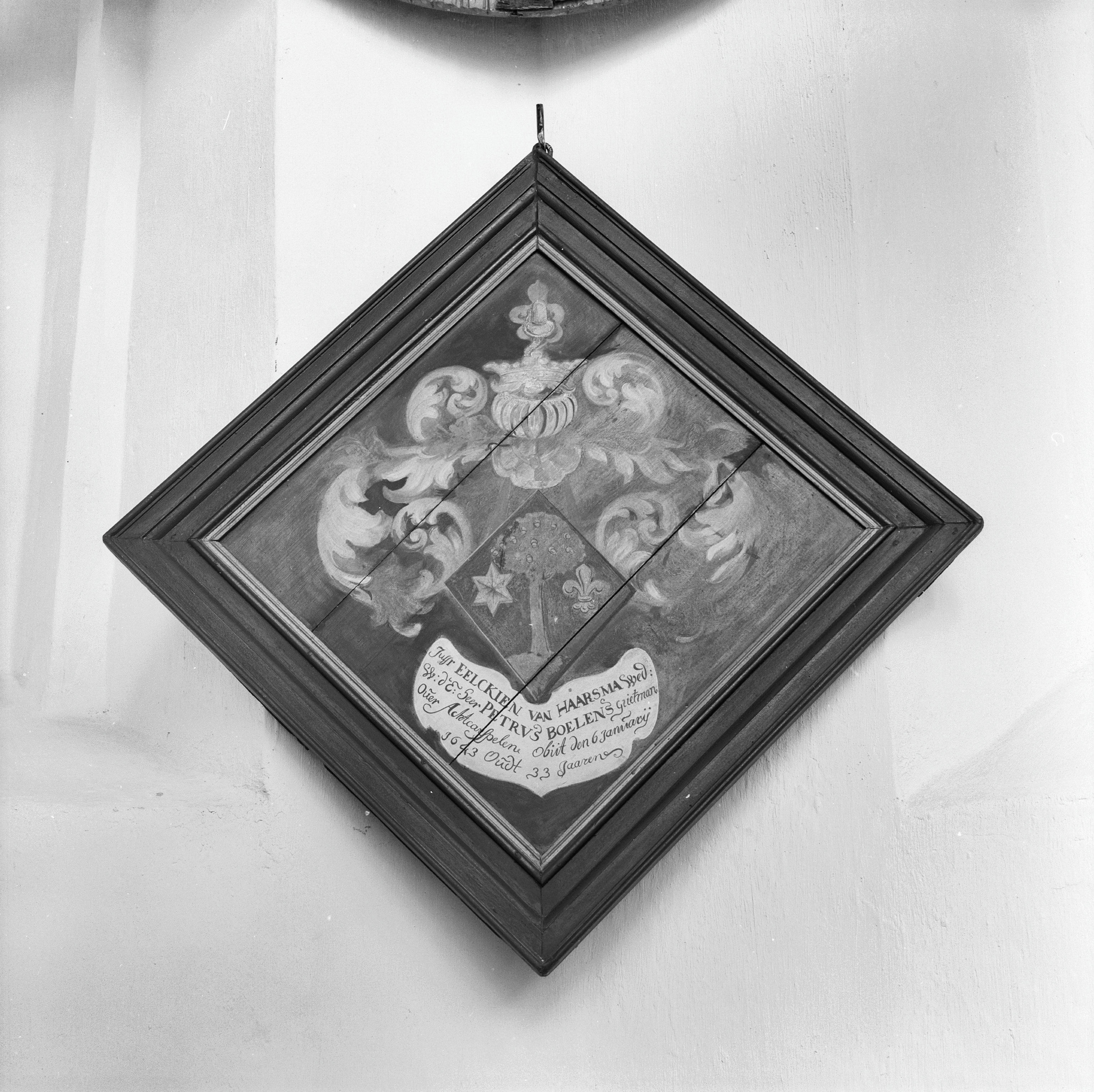
Rouwbord voor Livius' moeder, Eelckien van Haersma, in de Mariakerk te Buitenpost.

## Huwelijk
Boelens trouwde in 1649 te Leeuwarden met Aaltje van Douma (†>1655), dochter van Epe van Douma, grietman van Ferwerderadeel, en Sjouck van Hiddema. Aaltje zou na het overlijden van Livius hertrouwen met Zeino van Welvelde, ontvanger-generaal van Drenthe.

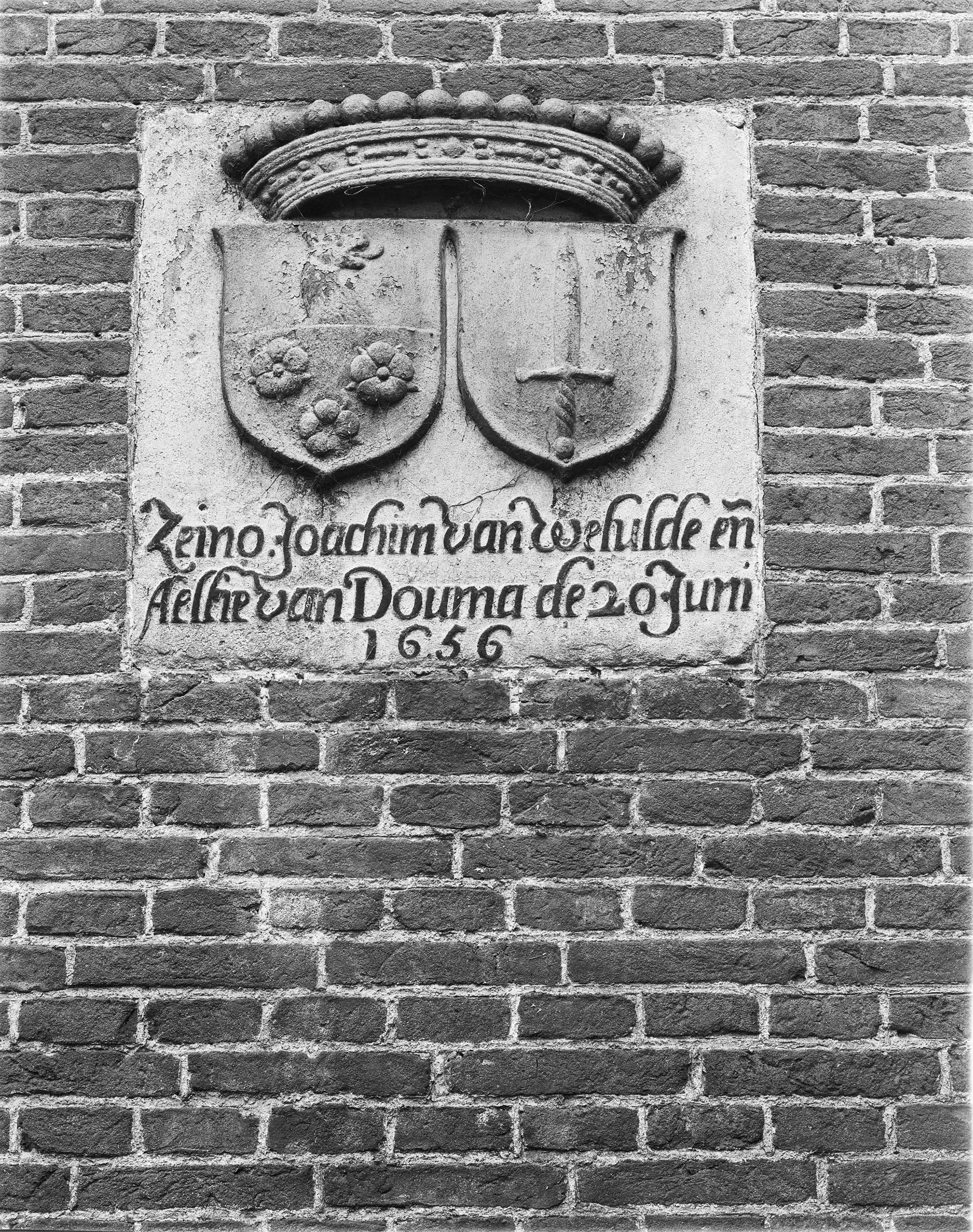
Gevelsteen van het Huis Vredeveld in Assen met het alliantiewapen Van Welvelde-Van Douma.